# Gorbyligan
Gorbyligan var en rånarliga i Sverige, som under sent 1980-tal och tidigt 1990-tal utförde bankrån utklädda till Sovjetunionens dåvarande president Michail Gorbatjov. Gruppen fick sitt namn efter ett rån mot SE-banken på Odenplan i Stockholm, där man kom åt 10 miljoner kronor, och var utklädda till just Michail Gorbatjov.

### Fotnoter
1. ↑  ”Berättelsen om ett rån”. Sveriges Radio. 25 september 2011. http://sverigesradio.se/sida/avsnitt/139245?programid=909. Läst 30 november 2015.